# Adamówka (Subkarpaten)
Adamówka is een dorp in het Poolse woiwodschap Subkarpaten, in het district Przeworski. De plaats maakt deel uit van de gemeente Adamówka en telt 1100 inwoners.